# Тен Кортенар, Марникс
Марникс тен Кортенар (нидерл. Marnix ten Kortenaar, род. 19 августа 1970, Ворбюрг, Нидерланды) — австрийский конькобежец нидерландского происхождения, член олимпийской сборной 1998 года. Участник чемпионатов Европы в классическом многоборье.